# Merosaurus
Dornraptor, Dornraptor normani
Genre
Espèce
Dornraptor est un genre informel de dinosaures théropodes du Jurassique inférieur retrouvé en Angleterre.
L'espèce type, Dornraptor normani, a été nommée par Matthew Baron en Modèle:2024 en paleontologie. Il a été officieusement surnommé "Merosaurus newmani" par paléontologues Samuel Welles, H. P. Powell et A. Pickering en 1995, mais le manuscrit dans lequel « Merosaurus » a été inventé n'a jamais été publié,.